# (33285) 1998 JR2
1998 JR2 (asteroide 33285) é um asteroide da cintura principal. Possui uma excentricidade de 0.03863790 e uma inclinação de 10.75538º.
Este asteroide foi descoberto no dia 1 de maio de 1998 por LONEOS em Anderson Mesa.